# Bombus sylvarum
Bombus sylvarum је инсект који припада реду опнокрилаца (лат. Hymenoptera) и породици пчела (лат. Apidae). 

## Распрострањење
Ареал овог бумбара је од Западне Европе до Сибира. У Србији је честа врста. Насељавају простране цветне ливаде.

## Опис
То је мали бумбар чије су матице дугачке 16–18 мм, а раднице 10–15 мм. Углавном је бледожућкасте боје са црном траком, две црне траке преко абдомена и наранџастим врхом на стомаку. Брзо лети и матице производе високо зујање. Период лета траје отприлике од априла до септембра. Гнезда праве на земљи или мало изнат на приземном растињу.

## Синоними
- Apis cinerea Schrank, 1802
- Apis scylla Christ, 1791
- Apis sylvarum Linnaeus, 1761
- Bombus dagestanicus Radoszkowski, 1877
- Bombus daghestanicus Radoszkowski, 1877
- Bombus lederi Dalla Torre, 1882
- Bombus nigrescens Pérez, 1879
- Bombus rogenhoferi Dalla Torre, 1882
- Bombus sylvarum subsp. albicauda Schmiedeknecht, 1878
- Bombus sylvarum subsp. citrinofasciatus Vogt, 1909
- Bombus sylvarum subsp. distinctus Vogt, 1909
- Bombus sylvarum subsp. narbonensis Kruseman, 1958
- Bombus sylvarum subsp. nigrescens Pérez, 1879
- Megabombus sylvarum (Linnaeus, 1761)

## Подврсте
Bombus sylvarum subsp. rogenhoferi
Bombus sylvarum subsp. sylvarum